# 2004 en musique classique
| \| • Retour à la chronologie générale de la musique classique • \| |
| Grèce • Rome • Haut Moyen Âge • VIIIe siècle • IXe siècle • Xe siècle • XIe siècle XIIe siècle • XIIIe siècle • XIVe siècle • XVe siècle • XVIe siècle • XVIIe siècle XVIIIe siècle • XIXe siècle • XXe siècle • XXIe siècle |
| • Retour à la chronologie générale de la musique classique • |

| Années en musique classique : 2001 - 2002 - 2003 - 2004 - 2005 - 2006 - 2007    |
| Décennies en musique classique : 1970 - 1980 - 1990 - 2000 - 2010 - 2020 - 2030 |

## Événements
- 1er janvier : concert du nouvel an de l'orchestre philharmonique de Vienne au Musikverein, dirigé par Riccardo Muti.
- 7 décembre : réouverture de la Scala de Milan, avec l'Europa riconosciuta d'Antonio Salieri sous la baguette de Riccardo Muti. C'est cette même œuvre qui avait été jouée lors de la première inauguration de La Scala.

### Date indéterminée
- Création du prix Beethoven Ring.

### Créations
- 10 février : The Tempest, opéra de Thomas Adès, créé au Royal Opera House, de Covent Garden, à Londres.
- 20 avril : Les Nègres, opéra de Michaël Levinas, à l'Opéra national de Lyon.
- 6 juin : Sul Segno, quatuor pour harpe, guitare, cymbalum, contrebasse et dispositif électronique de Yan Maresz, créé dans le cadre du Festival Agora au Centre national d'art et de culture Georges-Pompidou, œuvre commandée par l'Ircam et Ensemble intercontemporain.
- 10 octobre : création scénique de Noé, opéra de Fromental Halévy achevé par Georges Bizet, composé dans les années 1860-1870.
- 24 octobre : You Are de Steve Reich, créé par le Los Angeles Master Chorale à Los Angeles.
- 28 novembre : Angels in America, opéra de Péter Eötvös, à Paris.

## Prix
- Laszlo Fassang organiste hongrois, obtient le Grand Prix de Chartres.
- Fabien Gabel (France) remporte le 1er prix de direction d'orchestre du Concours de direction Donatella Flick.
- Alfred Brendel reçoit le Prix Ernst von Siemens. Fabien Lévy, Johannes Maria Staud, Enno Poppe reçoivent le Prix d'encouragement.
- György Ligeti reçoit le Prix Polar Music.
- L'Orchestre philharmonique de Berlin reçoit le Prix musical Herbert von Karajan.
- Lars Vogt, pianiste, reçoit le Prix Brahms.
- Krzysztof Penderecki reçoit le Praemium Imperiale.
- Keith Jarrett reçoit le Léonie Sonning Music Award.
- Wolfgang Mitterer reçoit le Prix de la ville de Vienne pour la musique.
- Unsuk Chin reçoit le Grawemeyer Award pour le Concerto pour violon.
- Jean-Louis Florentz est lauréat du grand prix lycéen des compositeurs.
- Joan Guinjoan reçoit le Prix Tomás Luis de Victoria.
- Alicia de Larrocha reçoit le Prix national de musique de Catalogne.

## Naissances
- 14 janvier : Paul Ji, pianiste sino-américain.
- 20 mars : Yunchan Lim, Pianiste sud-coréen.

## Décès

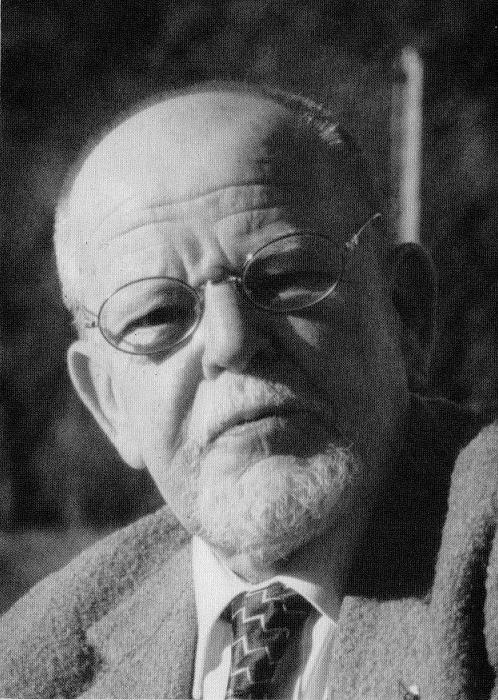
Claude Ballif

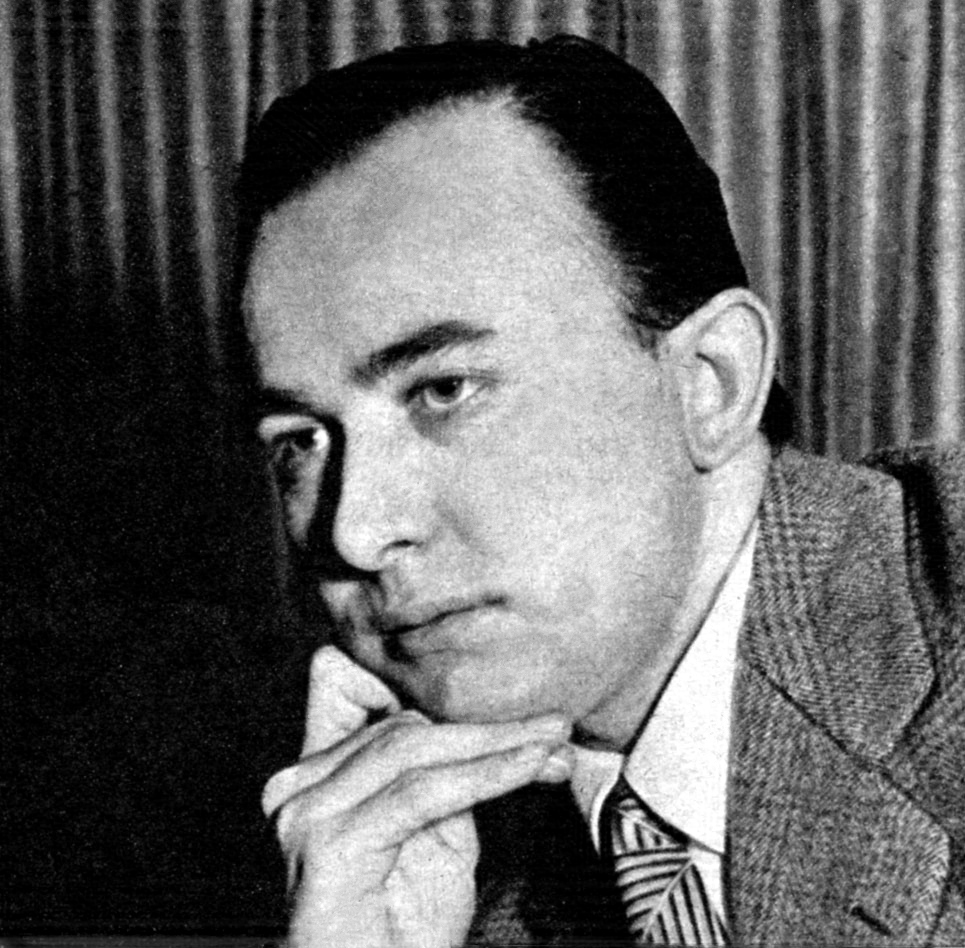
Giuseppe Campora

- 2 janvier : Francis Bayer, compositeur français (° 11 juillet 1938).
- 4 janvier : Norman Platt, chef d'orchestre britannique (° 29 août 1920).
- 11 janvier : Sylvie Pécot-Douatte, claveciniste française (° 27 décembre 1957).
- 14 janvier : Joaquín Nin-Culmell, compositeur américain (° 5 septembre 1908).
- 18 janvier : Gérard Jarry, violoniste français (° 6 juin 1936).
- 20 janvier : François-Louis Deschamps, ténor belge (° 26 mai 1919).
- 8 février : Gérard Serkoyan, chanteur d'opéra français (° 14 juillet 1922).
- 23 février : Berj Zamkochian, organiste américain (° 20 avril 1929).
- 19 mars : Alice Samter, professeure de musique et compositrice allemande (° 11 juin 1908).
- 11 avril : Paul Hamburger, pianiste, accompagnateur, chambriste et érudit anglais (° 3 septembre 1920).
- 30 avril : Boris Pergamenchtchikov, violoncelliste russe (° 14 août 1948).
- 5 mai : 
  - Maurice Allard, bassoniste et compositeur français (° 25 mai 1923).
  - František Sláma, violoncelliste tchèque (° 19 novembre 1923).
- 9 mai : Percy M. Young, musicologue, éditeur, organiste, compositeur, chef d'orchestre et enseignant britannique (° 17 mai 1912).
- 15 mai : Marius Constant, compositeur et chef d'orchestre franco-roumain (° 7 février 1925).
- 16 mai : Riccardo Brengola, violoniste et pédagogue italien (° 18 mars 1917).
- 17 mai : Susana Baron Supervielle, compositrice argentine (° 1910).
- 31 mai : Pierre Duval, ténor canadien-français (° 17 septembre 1932).
- 2 juin : Nicolaï Ghiaurov, chanteur lyrique bulgare naturalisé italien (° 13 septembre 1929).
- 5 juin : Iona Brown, violoniste et chef d'orchestre britannique (° 7 janvier 1941).
- 7 juin : Roger Matton, compositeur, pédagogue, ethnomusicologue québécois (° 18 mai 1929).
- 28 juin : Jean Boyer, organiste français (° 4 octobre 1948).
- 4 juillet :
  - Jean-Marie Auberson, violoniste et chef d'orchestre suisse (° 2 mai 1920).
  - Jean-Louis Florentz, compositeur français (° 19 décembre 1947).
- 13 juillet : Carlos Kleiber, chef d'orchestre (° 3 juillet 1930).
- 15 juillet : Yōko Watanabe, soprano japonaise (° 12 juillet 1953).
- 24 juillet : Claude Ballif, compositeur français (° 22 mai 1924).
- 25 juillet : Daniel Meier, compositeur et chef de chœur français (° 22 février 1934).
- 26 juillet : Gloria Agostini, harpiste canadienne (° 30 mai 1923).
- 30 juillet : Jan Hanuš, compositeur tchèque (° 2 mai 1915).
- 9 août : Patrick Juzeau, violoniste et chef d'orchestre français (° 17 juillet 1950).
- 17 août : Gérard Souzay, baryton français (° 8 décembre 1918)
- 29 août : Hans Vonk, chef d'orchestre néerlandais (° 18 juin 1942).
- 2 septembre : Francesco Mander, chef d'orchestre et compositeur italien (° 26 octobre 1915).
- 3 septembre : André Dumortier, pianiste belge (° 1er octobre 1910).
- 11 septembre : Juraj Beneš, compositeur, pianiste et pédagogue slovaque (° 2 mars 1940).
- 13 septembre : Antoine de Bavier, clarinettiste et chef d'orchestre suisse (° 9 septembre 1919).
- 29 septembre : Heinz Wallberg, chef d'orchestre allemand (° 16 mars 1923).
- 3 octobre : Tish Daija, compositeur et joueur de football albanais (° 30 janvier 1926).
- 4 octobre : Rodolfo Celletti, musicologue italien (° 13 juin 1917).
- 23 octobre : Robert Merrill, baryton américain (° 4 juin 1917).
- 26 octobre : Ricardo Odnoposoff, violoniste austro-américain d'origine argentine (° 24 février 1914).
- 27 octobre : Claude Helffer, pianiste français (° 18 juin 1922).
- 29 octobre : Clément Morin, professeur, chef de chœur, paléographe, grégorianiste et théologien québécois (° 2 novembre 1907).
- 8 novembre : Bruno Bettinelli, compositeur et pédagogue italien (° 4 juin 1913).
- 14 novembre : Michel Piguet, hautboïste et pédagogue suisse (° 30 avril 1932).
- 16 novembre : Massimo Freccia, chef d'orchestre italien (° 19 septembre 1906).
- 29 novembre : Pierre Thibaud, trompettiste français (° 22 juin 1929).
- 4 décembre : Elena Souliotis, soprano (° 28 mai 1943).
- 5 décembre : Giuseppe Campora, ténor italien (° 30 septembre 1923).
- 15 décembre : Sidonie Goossens, harpiste britannique (° 19 octobre 1899).
- 19 décembre : Renata Tebaldi, Soprano lirico-spinto italienne (° 1er février 1922).

### Date indéterminée
- François Michel, musicien et musicologue français (° 1916).